# Géographie du Gers

Position du Gers au sein de la France métropolitaine

Le Gers fait partie de la région Occitanie. Il est limitrophe des départements des Hautes-Pyrénées, de la Haute-Garonne, de Tarn-et-Garonne, de Lot-et-Garonne, des Landes et des Pyrénées-Atlantiques.

## Paysages de coteaux
Le Gers est connu pour ses paysages vallonnés. Les collines mouvantes sont entrecoupées de vallons où se dissimulent souvent des lacs artificiels voués à l'agriculture.
Au lieu-dit "Tuco" sur la commune de Mont-d'Astarac se trouve le point culminant du département du Gers à l'altitude de 386 m.
La chaîne des Pyrénées est visible, au sud, sur certaines éminences. Une des plus connues est le Mont Cassin (parfois déclaré par des sources comme point culminant du département) situé sur la commune de Monlaur-Bernet limitrophe des Hautes-Pyrénées.

Paysages du Gers :
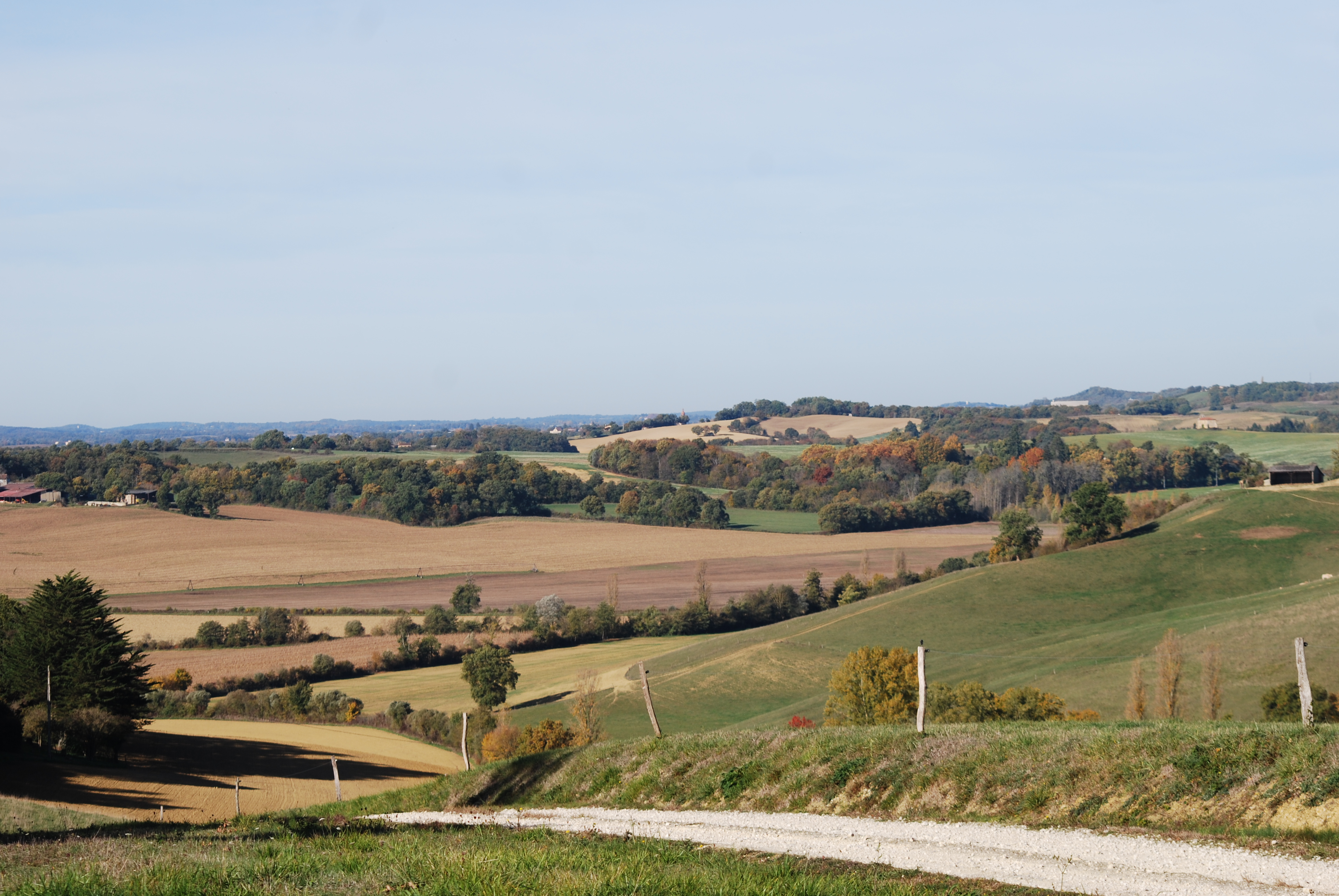
Lupiac, dans le centre-ouest
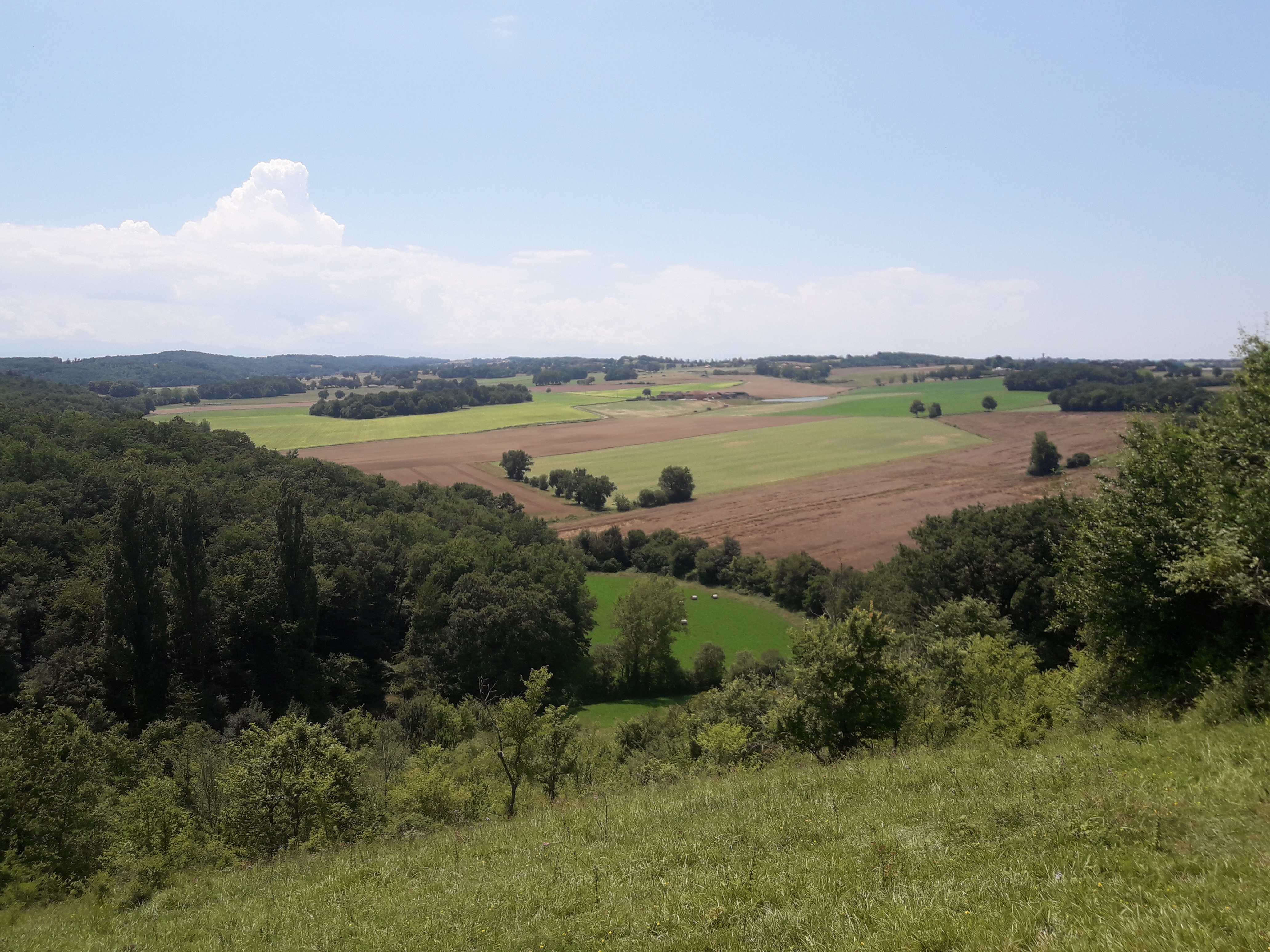
L'Astarac à Saint-Blancard, dans le sud-est
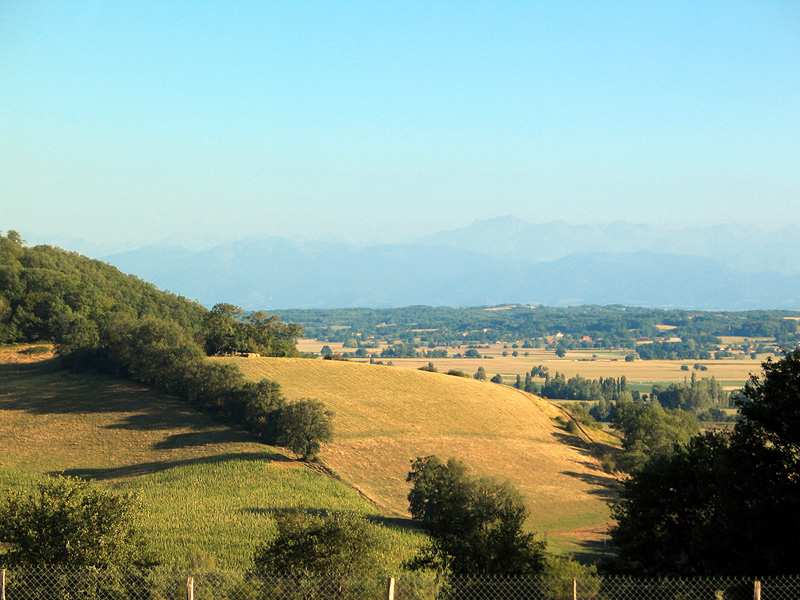
Collines et Pyrénées vues depuis Marciac, dans le sud-ouest.

## Toponymie

Relief, villes et cours d'eau

Le Gers doit son nom au principal cours d'eau qui le traverse : le Gers, affluent de la Garonne. Celui-ci traverse de nombreuses communes dont Masseube, Auch, Fleurance et Lectoure.

## Subdivisions historiques
La Rivière-Basse est un territoire à cheval entre le nord des Hautes-Pyrénées et le sud-ouest du Gers. Elle est constituée des plaines fertiles du cours inférieur de l'Arros et du Bouès, tous deux confluant vers l'Adour. Les villes principales sont, dans le Gers, Marciac et Plaisance.
L'Astarac est, au sud d'Auch, un territoire très vallonné longeant le plateau de Lannemezan. Il regroupe les villes de Mirande, Masseube, Miélan ou Pavie. Il est traversé par plusieurs rivières dont la Baïse et le Gers.
Centré sur la moyenne vallée de la Baïse, l'Armagnac est distribué sur un axe est-ouest à hauteur d'Eauze et Auch. Il comprend le Fézensac et Vic.
Au nord, la Lomagne est à cheval entre le nord du Gers et le sud du Tarn-et-Garonne. Elle est constituée de la basse vallée du Gers et sa limite, au nord, est  le cours de la Garonne. Sa principale ville est Lectoure.
Le Fézensaguet, le Gimois et le Savès sont encore trois petits pays à l'est centrés respectivement sur Mauvezin, Gimont et Lombez.

## Galerie

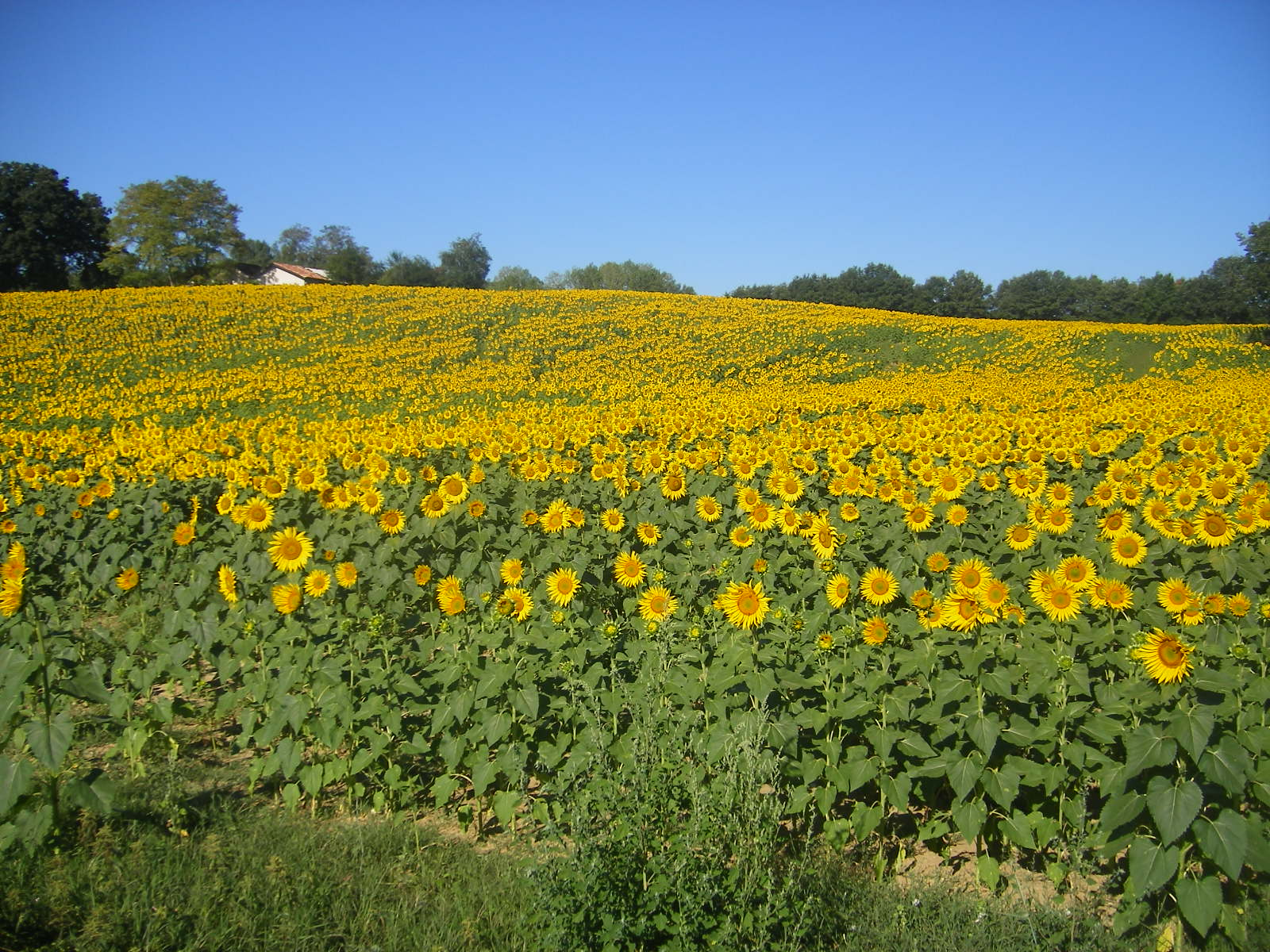
Champs de tournesols
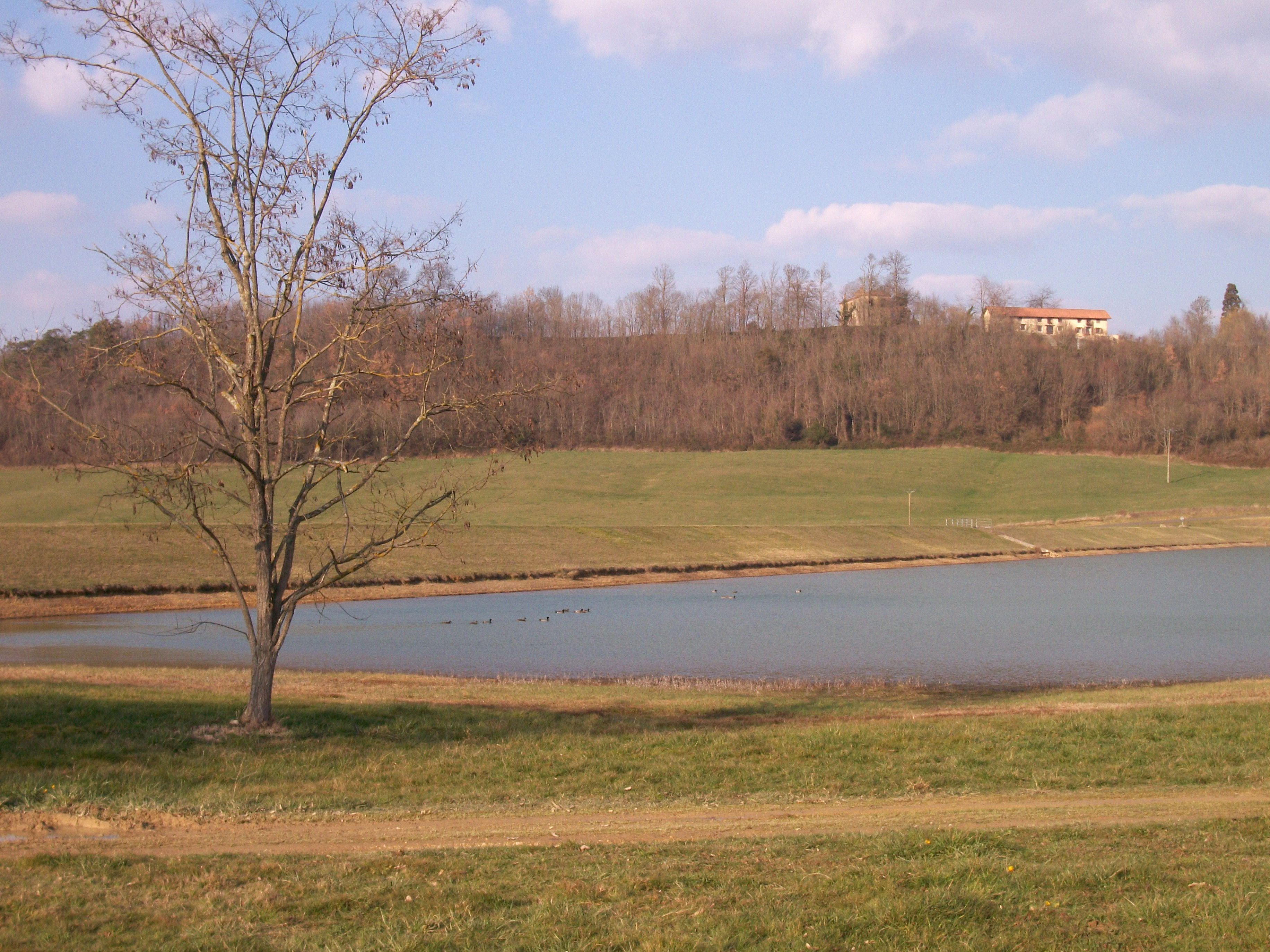
Retenue d'eau de Carbournieu
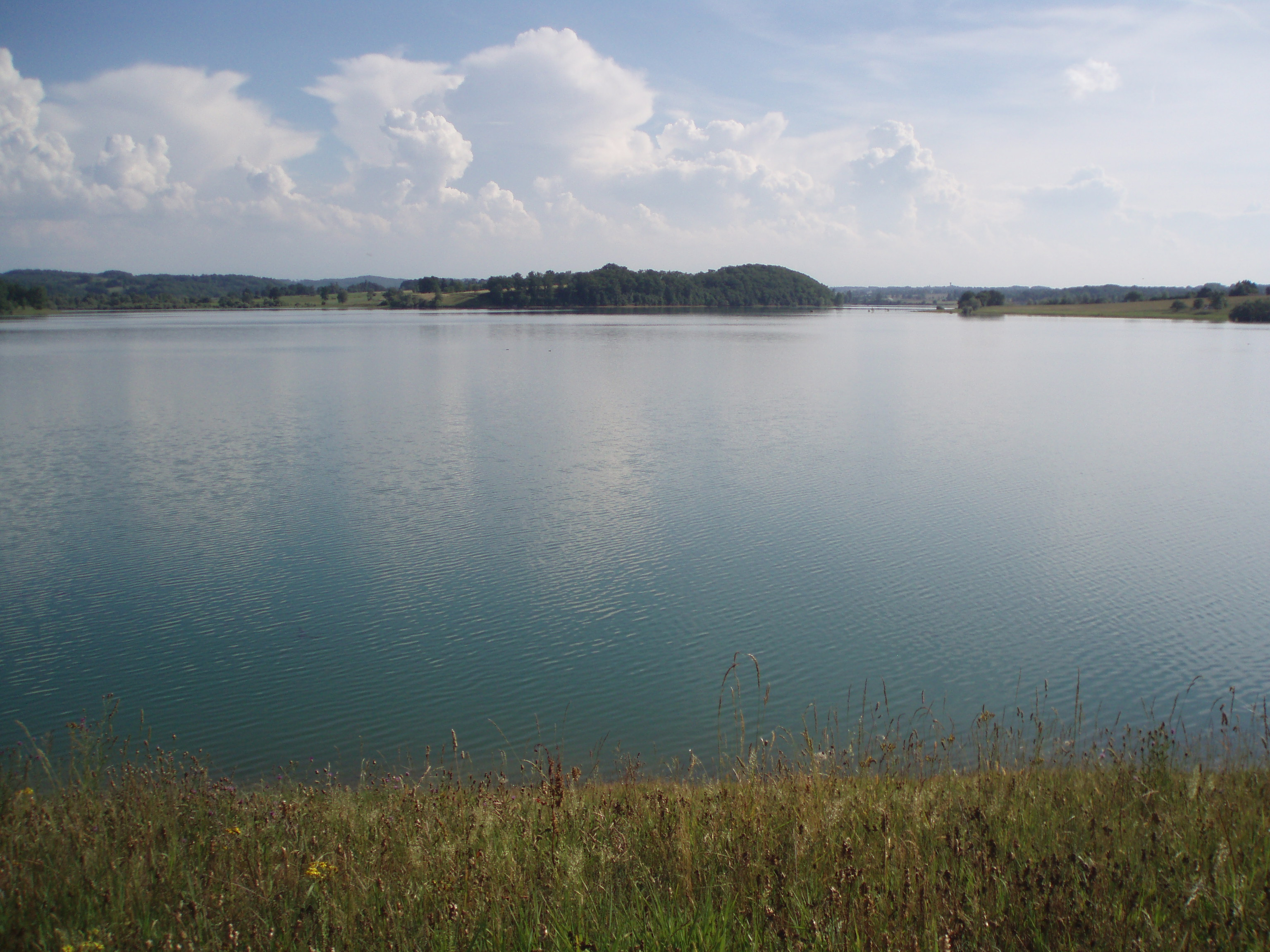
Lac de l'Astarac
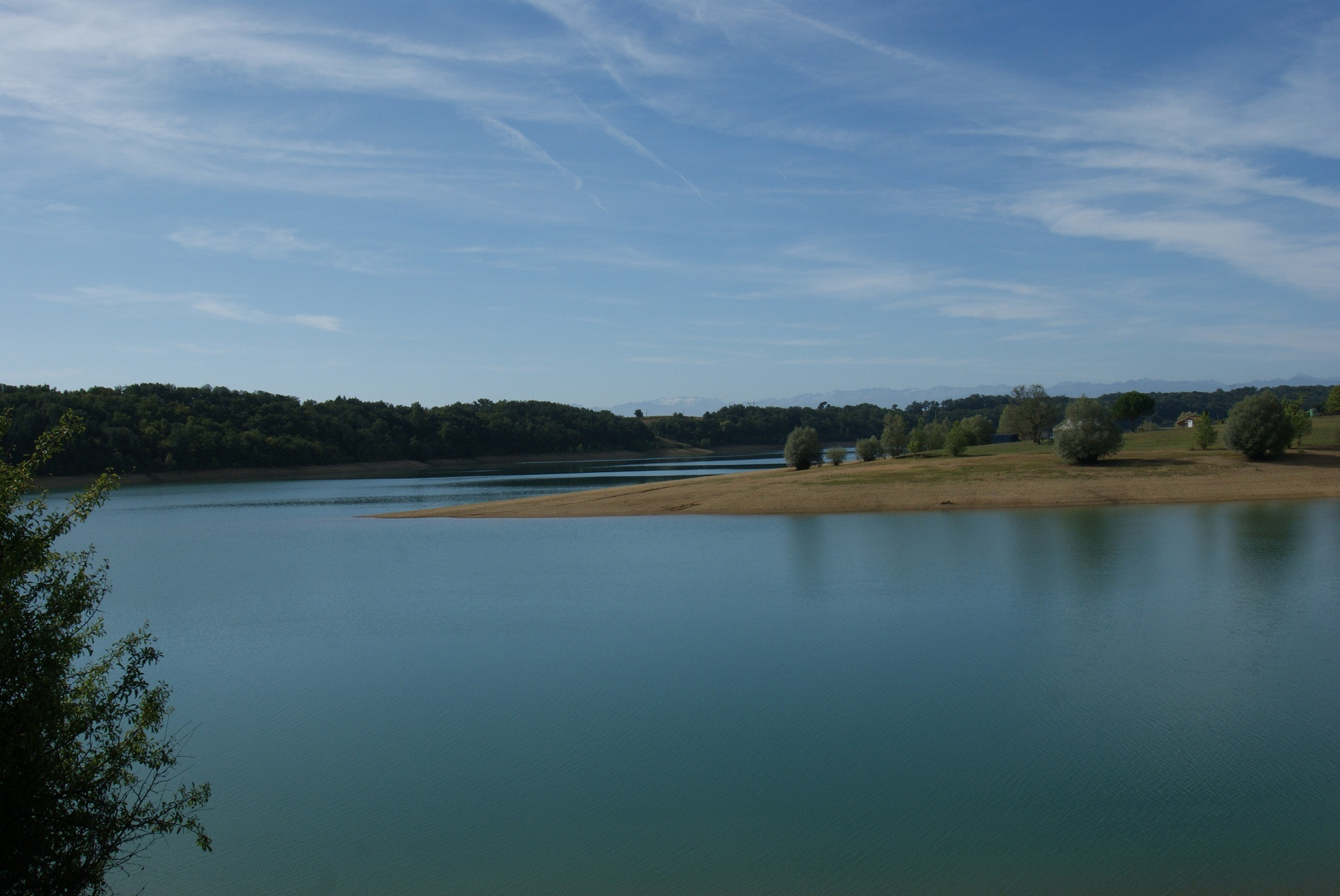
Lac de la Gimone

### Articles détaillés
- Réseau hydrographique du Gers
- Liste des cours d'eau du Gers